# ゼイビア・エドワーズ
- サビエル・エドワーズ
- ハビアー・エドワーズ
- ハビエル・エドワーズ
- エクサビアー・エドワーズ

ゼイビア・ジェームズ・エドワーズ（Xavier James Edwards, 1999年8月9日 - ）は、 アメリカ合衆国ニューヨーク州ミネオラ出身のプロ野球選手（内野手）。右投両打。MLBのマイアミ・マーリンズ所属。

## 経歴

### プロ入りとパドレス傘下時代
2018年のMLBドラフト1巡目戦力均衡ラウンドA（全体38位）でサンディエゴ・パドレスから指名され、プロ入り。なお、契約しない場合はヴァンダービルト大学へ進学の予定であった。契約後、傘下のルーキー級アリゾナリーグ・パドレスでプロデビュー。A-級トリシティ・ダストデビルズでもプレーし、2球団合計で45試合に出場して打率.346、16打点、22盗塁を記録した。
2019年はA級フォートウェイン・ティンキャップスとA+級レイクエルシノア・ストームでプレーし、2球団合計で123試合に出場して打率.322、1本塁打、43打点、34盗塁を記録した。オフには11月に開催の第2回WBSCプレミア12アメリカ合衆国代表に選出された。

### レイズ傘下時代
2019年12月6日にトミー・ファム、ジェイク・クロネンワースとのトレードで、ハンター・レンフロー、後日発表選手と共にタンパベイ・レイズへ移籍した。

### マーリンズ時代
2022年11月15日にマーカス・ジョンソン、サンティアゴ・スアレスとのトレードで、J.T.シャギワと共にマイアミ・マーリンズへ移籍した。
2023年はAAA級ジャクソンビル・ジャンボシュリンプで開幕を迎え、5月2日にメジャー初昇格。同日のアトランタ・ブレーブス戦でメジャー初出場を果たした。
2024年7月29日のミルウォーキー・ブルワーズ戦で、メジャー初三塁打・初本塁打でサイクル安打を達成した。「メジャー初本塁打を含むサイクル安打」は2007年のフレッド・ルイス以来17年ぶり、20世紀以降では5人目の記録となる。9月27日のトロント・ブルージェイズ戦では2014年のヤシエル・プイグ以来となる1試合3三塁打を達成している。

## 選手としての特徴
マイナー通算（2019年シーズン終了時）168試合で56盗塁と俊足が売り物である。

## 詳細情報

### 年度別打撃成績
| 年 度    | 球 団    | 試 合 | 打 席 | 打 数 | 得 点 | 安 打 | 二 塁 打 | 三 塁 打 | 本 塁 打 | 塁 打 | 打 点 | 盗 塁 | 盗 塁 死 | 犠 打 | 犠 飛 | 四 球 | 敬 遠 | 死 球 | 三 振 | 併 殺 打 | 打 率 | 出 塁 率 | 長 打 率 | O P S |
| -------- | -------- | ----- | ----- | ----- | ----- | ----- | -------- | -------- | -------- | ----- | ----- | ----- | -------- | ----- | ----- | ----- | ----- | ----- | ----- | -------- | ----- | -------- | -------- | ----- |
| 2023     | MIA      | 30    | 84    | 78    | 12    | 23    | 3        | 0        | 0        | 26    | 3     | 5     | 0        | 2     | 0     | 3     | 0     | 1     | 14    | 1        | .295  | .329     | .333     | .662  |
| 2024     | MIA      | 70    | 303   | 265   | 39    | 87    | 12       | 5        | 1        | 112   | 26    | 31    | 4        | 1     | 4     | 33    | 1     | 0     | 52    | 0        | .328  | .397     | .423     | .820  |
| MLB：2年 | MLB：2年 | 100   | 387   | 343   | 51    | 110   | 15       | 5        | 1        | 138   | 29    | 36    | 4        | 3     | 4     | 36    | 1     | 1     | 66    | 1        | .321  | .383     | 402      | .785  |

- 2024年度シーズン終了時

### 年度別守備成績
| 年 度 | 球 団 | 二塁（2B） | 二塁（2B） | 二塁（2B） | 二塁（2B） | 二塁（2B） | 二塁（2B） | 遊撃（SS） | 遊撃（SS） | 遊撃（SS） | 遊撃（SS） | 遊撃（SS） | 遊撃（SS） | 中堅（CF） | 中堅（CF） | 中堅（CF） | 中堅（CF） | 中堅（CF） | 中堅（CF） |
| 年 度 | 球 団 | 試 合      | 刺 殺      | 補 殺      | 失 策      | 併 殺      | 守 備 率   | 試 合      | 刺 殺      | 補 殺      | 失 策      | 併 殺      | 守 備 率   | 試 合      | 刺 殺      | 補 殺      | 失 策      | 併 殺      | 守 備 率   |
| ----- | ----- | ---------- | ---------- | ---------- | ---------- | ---------- | ---------- | ---------- | ---------- | ---------- | ---------- | ---------- | ---------- | ---------- | ---------- | ---------- | ---------- | ---------- | ---------- |
| 2023  | MIA   | 24         | 24         | 35         | 0          | 12         | 1.000      | -          | -          | -          | -          | -          | -          | 4          | 1          | 0          | 0          | 0          | 1.000      |
| 2024  | MIA   | 1          | 3          | 1          | 0          | 0          | 1.000      | 69         | 88         | 148        | 7          | 32         | .971       | -          | -          | -          | -          | -          | -          |
| MLB   | MLB   | 25         | 27         | 36         | 0          | 12         | 1.000      | 69         | 88         | 148        | 7          | 32         | .971       | 4          | 1          | 0          | 0          | 0          | 1.000      |

- 2024年度シーズン終了時

### 記録
- サイクル安打：1回（2024年7月28日）

### 背番号
- 63（2023年 - ）

### 代表歴
- 2019 WBSCプレミア12 アメリカ合衆国代表